# Rolande Allard-Lacerte
Rolande Allard-Lacerte, née à Saint-Évariste-de-Forsyth en Chaudière-Appalaches le 17 juillet 1929 et morte à Montréal le 18 mai 2018, est une journaliste et écrivaine québécoise.

## Biographie
Adolescente, Rolande Allard-Lacerte publie des contes et chroniques dans L'Écho de Frontenac, l'hebdomadaire de Lac-Mégantic.  
De 1950 à 1957, elle travaille pour La Tribune de Sherbrooke comme critique musicale, éditorialiste et directrice de la page féminine. 
Elle entame ensuite une collaboration de plus de trente ans au quotidien montréalais Le Devoir. 
De 1956 à 1970, elle participe également, en tant que scriptrice, à Chez Miville, l'émission radiophonique de variétés du matin de Radio-Canada. Elle a aussi publié de nombreux articles et billets dans Le Monde et certaines revues spécialisées.
Dans les années 1960, elle publie deux ouvrages de littérature d'enfance et de jeunesse, dont Le Soleil des profondeurs (1968), qui lui vaut le prix Maxine et le prix David 1970.
Elle est lauréate du prix Judith-Jasmin en 1984.
Une anthologie de ses articles paraît en 1989, aux éditions du Boréal, sous le titre La Chanson de Rolande.
Le fonds d'archives de Rolande Allard-Lacerte est conservé au centre d'archives de Montréal de Bibliothèque et Archives nationales du Québec.

## Œuvres

### Littérature d'enfance et de jeunesse
- Les Aventures de Kilucru : et l'Étoile chance, 1963
- Le Soleil des profondeurs, 1968 (Prix Maxine, Prix littéraire de la province de Québec/Prix David 1970)

### Recueil d'essais, critiques et articles
- La Chanson de Rolande, 1989

## Honneurs
- 1965 : Prix Maxine
- 1969 : Prix littéraire Juge-Lemay
- 1970 : Prix David
- 1970 : Prix du gouvernement du Québec
- 1984 : Prix Judith-Jasmin